# City of Campbelltown (New South Wales)
City of Campbelltown är en kommun i Australien. Den ligger i delstaten New South Wales, i den sydöstra delen av landet, omkring 43 kilometer sydväst om delstatshuvudstaden Sydney. Antalet invånare var 157 006 vid folkräkningen 2016. Arean är 312 kvadratkilometer.
Följande samhällen finns i Campbelltown Municipality:
- Ingleburn
- Leumeah
- Campbelltown
- Glenfield
- Glen Alpine
- Denham Court
- Minto